# Stenoschmidtia taurus
Stenoschmidtia taurus är en insektsart som först beskrevs av Rehn, J.A.G. och J.W.H. Rehn 1945.  Stenoschmidtia taurus ingår i släktet Stenoschmidtia och familjen Euschmidtiidae. Inga underarter finns listade i Catalogue of Life.